# I'm here saying nothing
「I'm here saying nothing」（アイム・ヒア・セイイング・ナッシング）は、矢井田瞳の3作目のシングル。 2001年1月24日にEMIミュージック・ジャパンから発売された。

## 解説
表題曲は、PVやジャケットからもとれるアイリッシュ風なナンバーとなっている。
初回生産盤のみCD-EXTRA仕様。パソコンでmy sweet darlin'のライブ映像が見られたり、インターネットに接続してライブスケジュールが見られるようになっていた。

## 収録曲
全作詞・作曲:ヤイコ、全編曲:ダイヤモンド・ヘッド 
1. I'm here saying nothing (3:26)
日本テレビ系「AX MUSIC-FACTORY」AX POWER PLAY #017
2. Life's like a love song (4:34)
ライブではラストに歌われる事が多い。アルバム「Candlize」にも収録された。
日本テレビ系ドラマD-TODAY「おいしい女たち」主題歌
3. my sweet darlin' (Live@BIGCAT, October 31st, 2000) (3:43)
2000年10月BIGCATで行われたライブ音源。

## メイヤのシングル
「アイム・ヒア・セイイング・ナッシング」（I'm Here Saying Nothing）は、2001年8月1日にエピックレコード・インターナショナルから発売されたメイヤのシングル。日本限定発売。

### 解説
メイヤが英国経由で矢井田瞳の「I'm here saying nothing」を知ったことがカバーするきっかけとなった。

### 収録曲
1. アイム・ヒア・セイイング・ナッシング - I'm Here Saying Nothing (3:15)
作詞:ヤイコ、メイヤ、作曲:ヤイコ
矢井田瞳のカバー。歌詞は英語。
2. スピリット (ラジオ・エディット) - Spirits (Radio Edit) (4:11)
2001年発売のオリジナルアルバム『リアリテイルズ』からのシングルカット。
3. マイ・ベスト・フレンド - My Best Friend (3:04)
1996年発売のオリジナルアルバム『メイヤ』からのシングルカット。

## 収録アルバム
矢井田瞳
- Candlize (#1,2、#1はアルバムバージョン)
- Single collection (#1)
- Yaiko's selection (#2)
- THE BEST OF HITOMI YAIDA (#1,2)

メイヤ
- マイ・ベスト (#1)
- Woman 3 (#1)